# Notti e giorni
Notti e giorni è un film del 1975 diretto da Jerzy Antczak. Fu candidato all'Oscar al miglior film straniero.